# نشانه‌ها و معنا در سینما
نشانه‌ها و معنا در سینما کتابی از پیتر وولن با ترجمهٔ عبدالله تربیت و بهمن طاهری است که در سال ۱۳۶۹ منتشر و در مراسم کتاب سال جمهوری اسلامی ایران به‌عنوان کتاب شایسته تقدیر معرفی شد.